# Paul Van Den Berg
Paul Herman Marie Ghislain Van Den Berg (ur. 11 października 1936 w Saint-Gilles) – belgijski piłkarz grający na pozycji ofensywnego pomocnika. Był reprezentantem Belgii.

## Kariera klubowa
Swoją karierę piłkarską Van Den Berg rozpoczął w klubie Royale Union Saint-Gilloise, w którym w sezonie 1954/1955 zadebiutował w pierwszej lidze belgijskiej. W 1965 roku przeszedł do Standardu Liège. W sezonach 1965/1966 i 1966/1967 zdobył z nim dwa Puchary Belgii. W sezonie 1967/1968 grał w Anderlechcie, z którym wywalczył mistrzostwo Belgii. Następnie w latach 1968-1970 grał w Crossingu Schaerbeek, a w sezonie 1970/1971 w Uccle Sport, w którym zakończył karierę.

## Kariera reprezentacyjna
W reprezentacji Belgii Van Den Berg zadebiutował 31 marca 1957 roku w przegranym 0:5 towarzyskim meczu z Hiszpanią, rozegranym w Brukseli. W kadrze Belgii grał w eliminacjach do MŚ 1958, do MŚ 1962, do Euro 64, do MŚ 1966 i do Euro 68. Od 1957 do 1967 roku rozegrał 38 meczów i strzelił 16 goli w kadrze narodowej.